# Collonychium
Collonychium is een geslacht van hooiwagens uit de familie Gonyleptidae.
De wetenschappelijke naam Collonychium is voor het eerst geldig gepubliceerd door Bertkau in 1880. 

## Soorten
Collonychium omvat de volgende 2 soorten:
- Collonychium bicuspidatum
- Collonychium perlatum